# Poule Le Merlerault
Pour les articles homonymes, voir Le Merlerault.
 (janvier 2025).
Si vous disposez d'ouvrages ou d'articles de référence ou si vous connaissez des sites web de qualité traitant du thème abordé ici, merci de compléter l'article en donnant les références utiles à sa vérifiabilité et en les liant à la section « Notes et références ».
La poule Le Merlerault est une race de poule normande.

## Origine et nom
Le Merlerault est originaire du village du Merlerault, une commune de l'Orne en Normandie. Pendant longtemps, elle est nommée « Merlerault » ou « Merleraux », avant que la dernière version du standard de la Société centrale d'aviculture de France tranche en faveur de « Le Merlerault ».
Son standard est fixé au début du XXe siècle, il n'y a que peu d'indications écrites sur son antériorité. On retrouve cependant une mention de la race dans le Journal d'agriculture pratique de 1857 dans deux articles de C. Jacques. On perd sa trace à la seconde moitié du XXe siècle, la race s‘étant éteinte. Jean-Claude Périquet lui redonne vie en travaillant sur la race Crèvecœur et obtient sa réhabilitation en 1982.

## Description
C'est une volaille fermière normande originaire du village de Le Merlerault, proche géographiquement et génétiquement de la Crèvecœur, mais qui s'en distingue par l'absence de barbe et de favoris, ainsi que par une huppe légèrement moins forte et des oreillons blancs bien visibles.
Forte en taille et trapue, munie d'une crête à corne sans ramification, c'est une bonne pondeuse qui couve rarement.

### Standard
- Crête : à cornes (en V).
- Oreillons : blancs.
- Couleur des yeux : rouge-orangé.
- Couleur de la peau : blanche.
- Couleur des tarses : gris ardoise foncé.
- Variétés de plumage : noir, bleu, blanc[3].

### Grande race
- Masse idéale : Coq : minimum 3 kg ; Poule : minimum 2,5 kg.
- Œufs à couver : min. 60 g, coquille blanche.
- Diamètre des bagues : Coq : 20 mm ; Poule : 18 mm[2].

### Naine
- Masse idéale : Coq : 900 g ; Poule : 800 g.
- Œufs à couver : min. 35 g, coquille blanche.
- Diamètre des bagues : Coq : 14 mm ; Poule : 12 mm.

## Clubs officiels
- Collectif pour la sauvegarde des races avicoles et cunicoles normandes[7].

Éditant une revue trois fois par an : « Basse-cour Normande ».  (ISSN 1631-719X). Siège social et adresse administrative : Mairie de Gournay-en-Bray (76220). Adresse Postale : CSRAN - 156, Route du Four à Pain - 76750 Bosc-Roger-sur-Buchy[réf. souhaitée]
- Le Merlerault Club, Saint-Nicolas-des-Bois (Orne) [réf. souhaitée]
- Conservatoire des races normandes et du Maine, Le Tronquay (Calvados) [réf. souhaitée]
- Conservatoire pour l'élevage et la préservation de la basse-cour normande[8]